# Marcel Sieberg
Marcel Sieberg (Castrop-Rauxel, 30 d'abril del 1982) fou un ciclista alemany, professional des del 2005 fins al 2021.
En el seu palmarès destaca el Gran Premi Jef Scherens de 2006.

## Palmarès
- 2000
  - 1r al Trofeu Karlsberg
  - 1r als Tres dies d'Axel
  - 1r al Giro di Basilicata
- 2001
  - Vencedor de 2 etapes del Tour de Berlín
- 2002
  - Vencedor d'una etapa del Tour de Berlín
- 2003
  - Vencedor d'una etapa del Tour de Berlín
- 2004
  - Vencedor d'una etapa de la Volta al mar de la Xina Meridional
- 2005
  - 1r a la Volta a Drenthe
- 2006
  - 1r al Gran Premi Jef Scherens
- 2012
  - 1r al Sparkassen Giro Bochum
- 2014
  - 1r al Sparkassen Giro Bochum
- 2015
  - 1r al Sparkassen Giro Bochum
- 2016
  - 1r al Sparkassen Giro Bochum

### Resultats al Tour de França
- 2007. 120è de la classificació general
- 2011. 85è de la classificació general
- 2012. 132è de la classificació general
- 2013. Abandona (19a etapa)
- 2014. 145è de la classificació general
- 2015. 150è de la classificació general
- 2016. 169è de la classificació general
- 2017. No surt (17a etapa)
- 2018. Abandona (12a etapa)

### Resultats a la Volta a Espanya
- 2009. 122è de la classificació general

### Resultats al Giro d'Itàlia
- 2010. Abandona (19a etapa)